# Fântâna George Grigorie Cantacuzino
Fântâna George Grigorie Cantacuzino din Parcul Carol I, din București este un monument construit în anul 1870, într-o concepție neoclasică, din inițiativa și pe cheltuiala primarului Bucureștiului Gheorghe Grigore Cantacuzino, de arhitectul Al. Freiwald și sculptorul Karl Storck .
Înaintea actualei fântâni, pe dealul Filaret se afla o fântână monumentală, construită în secolul al XVIII-lea, de către mitropolitul Filaret al II-lea, cunoscută sub numele de Fântâna de pe Dealul Filaret. Era concepută ca un fel de foișor-palat. În partea de jos era casa apei, lată de câțiva metri, din care ieșeau 12 țevi de bronz. Deasupra fiecărei țevi era sculptată în relief câte o zodie. Deasupra era un foișor cu coloane de piatră, iar în interiorul foișorului erau bănci de piatră. 
În timp, monumentul s-a deteriorat extrem de mult, astfel încât deși între anii 1861-1870 au existat încercări de a-l salva, Consiliul Municipal a hotărât să fie dărâmat în primăvara anului 1863 și a decis construirea unei alte fântâni pe Dealul Filaret, la fel de monumentală. 
Fântâna a fost construită pe blocuri masive de piatră, care imită stâncile. Ea are aspectul unui paralelipiped în două registre, cu fațada încadrată de basoreliefuri, având stâlpi și piloni de susținere. Fiecare pilon este acoperit cu plăci de ceramică și prezintă steme în relief, care ilustrează imaginile unor cavaleri medievali. În partea din față, fântâna are o firidă boltită care conține, în partea de jos, un vas oval construit din piatră, din care izvorăște apa.
Deasupra fântânii stă scris:
„În anul 1870 s-a clădit această fântână cu cheltuiala domnului George Grigorie Cantacuzino, primarul Capitalei, în urma votului consiliului municipal al comunei București din ședința de la 8 august 1869 prin care s-a decis a purta numele de "Fântâna George Grigorie Cantacuzino”.
În anii de început, fântâna era faimoasă pentru puritatea apei. A fost recent restaurată și arată din nou bine, dar apa sa nu mai este potabilă.
Fântâna este înscrisă în Lista monumentelor istorice din București, sector 4 cu cod LMI B-III-m-A-20004.